# Zhob
Zhob (già nota come Appozai fino al 1889 e Fort Sandeman fino al 1976), è una città della provincia del Belucistan, nel Pakistan occidentale.
È situata in una aperta pianura poco a est del fiume omonimo. Originariamente chiamata Appozai (nome che viene utilizzato ancora oggi), venne ribattezzata Fort Sandeman quando venne occupata dalle forze coloniali britanniche nel dicembre 1889, in onore di Sir Robert Sandeman, militare e amministratore coloniale. Continuò a essere chiamata così fino al 30 luglio 1976, quando venne rinominata Zhob. A nord della città vi è una cresta che si innalza di 45 m sopra la pianura; su di essa si erge il Castello, residenza dell'agente politico durante il periodo di dominazione britannica. Zhob, centro logistico, è unita da strade a Quetta, Bannu e Peshāwar.